# Parc de la Noë Mitrie
Le parc de la Noë Mitrie est un jardin paysager ouvert au public de la ville de Nantes. 

## Situation et accès
Situé dans le quartier Saint Donatien - Malakoff, le parc se trouve à l'angle des boulevards Ernest-Dalby et de Doulon, tandis qu'il est limité au sud par la rue Dominique-Châteigner

## Origine du nom
Il porte le nom de la propriété sur le quel il est créé.

## Historique
Le parc a été créé en 1951, à la suite de l'achat par la ville d'une propriété de ce nom à M. et Mme Roy. Celle-ci se trouvait alors sur une zone inondable autrefois traversé par le ruisseau du « Gué robert », ce qui explique la signification de la première partie de son nom : le terme noë est une forme locale du mot « noue ».

## Description
D'une superficie de 1,72 ha, le parc dispose deux grandes pataugeoires et accompagnées chacune des aires de jeux.
Il est planté de cyprès chauve de Louisiane et de plantes de terre de bruyère.

## Sources
- Noël Guillet, Doulon : De l'indépendance à l'annexion - Cent ans de vie municipale, Nantes, Association Doulon-histoire, 2000, 194 p. (ISBN 2-908289-19-9)